# Leucophlebia xanthopis
Leucophlebia xanthopis là một loài bướm đêm thuộc họ Sphingidae. Nó được tìm thấy ở Cộng hòa Dân chủ Congo và Tanzania.
Nó giống với loài Leucophlebia afra nhưng khác khu vực màu hồng ở cánh và thân sáng hơn và đậm hơn.